# Robert Lijesen
Robert Lijesen (Dordrecht, 5 februari 1985) is een Nederlands oud-zwemmer. Zijn specialisatie was de vrije slag. Hij trainde de laatste jaren van zijn topsportcarrière bij het Nationaal Zweminstituut Eindhoven in Eindhoven onder Jacco Verhaeren en Marcel Wouda. Lijesen is de oudere broer van Bastiaan Lijesen.

## Carrière
Lijesen begon zijn loopbaan bij ZPV Barracuda in Nieuwerkerk a/d IJssel. Zijn trainer was Gerie Hoogendoorn. Later stapte hij over naar Team West-Nederland waar hij trainde onder Martijn van de Maagdenberg. In 2004 won hij de nationale titel op de 100 meter vrije slag tijdens de NK korte baan van 2004 in Drachten. Een jaar later evenaarde hij die prestatie. In de zomer van 2006 verhuisde Lijesen naar het Nationaal Zweminstituut Eindhoven. In 2009, een jaar na de Olympische Spelen in Peking, besloot Lijesen terug te keren naar zijn oude club Van Vliet Barracuda en te stoppen met topsport.
In maart 2008 behaalde Lijesen tijdens de Europese kampioenschappen zwemmen 2008 in Eindhoven brons op de 4x100 vrij. Verder was hij dat toernooi finalist op de 50 meter vrije slag en behaalde in die individuele finale een zesde plaats.
In april 2008 haalde hij een zilveren medaille op de Wereldkampioenschappen kortebaanzwemmen 2008 in Manchester op de 4x100 vrij. Met een tijd van 3.09,18 moest Nederland alleen de Verenigde Staten voorlaten. De tijd was wel goed genoeg voor een nieuw Europees Record.
In augustus 2008 nam Lijesen namens Nederland deel aan de Olympische Zomerspelen 2008 in Peking. Hij kwam daarbij uit op de 4x100 en de 50 meter vrije slag. Op beide afstanden haalde hij de finale niet.

## Persoonlijke records
- 100 vrije slag (25 m bad) 0.47.42 NK 2008 Amsterdam
- 50 vrije slag (25 m bad) 0.21.72 NK 2008 Amsterdam
- 100 vrije slag (50 m bad) 0.49.71 EK 2008 Eindhoven
- 50 vrije slag (50 m bad) 0.22.40 Swimcup 2008 Eindhoven

## Zie verder
- lijst van zwemmers